# Consolidation (locomotive)
Pour les articles homonymes, voir Consolidation.
Consolidation est un type de locomotive à vapeur dont les essieux ont la configuration suivante (de l'avant vers l'arrière) :
- 1 bissel porteur (1 essieu)
- 4 essieux moteurs

## Codifications
Ce qui s'écrit :
- 2-8-0 en codification Whyte.
- 140 en codification d'Europe continentale.
- 1D en codification allemande et italienne.
- 45 en codification turque.
- 4/5 en codification suisse.

## Utilisation

### France

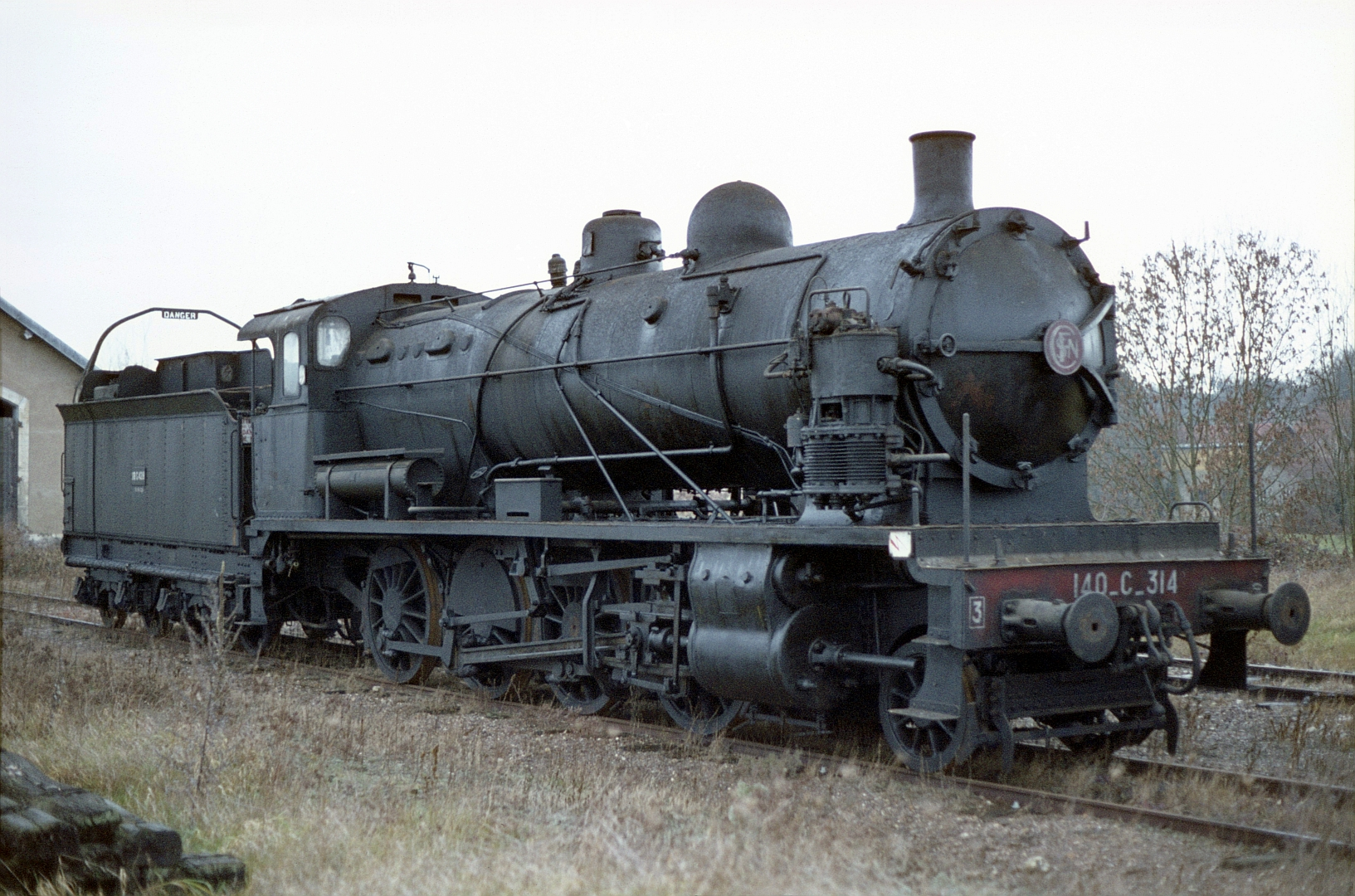
La 140 C 314.

Compagnie du Nord140 Nord 4.061 à 4.340 de 1912 à 1927, futures : 140 A 1 à 280 SNCF ;
140 Nord 4.1664 à 4.1700 de 1916, 37 machines 140 ROD canadiennes 1301 à 1340 de la Première Guerre mondiale toutes transformées en Locomotive-tender en 1922 ;
140 Nord 4.1301 à 4.1542 de 1917 à 1919, 140 "Pershing" futures : 140 G entre 1 et 1510.
Compagnie de l'Ouest140 Ouest 4501 à 4530, de 1908.
Réseau de l'État140-101 à 370 État de 1913 à 1920, futures : 3-140 C 101 à 370 ;
140 État 908 à 955 de 1915 à 1919, locomotives « Armistice » futures : 3-140 D 908 à 955 ;
140 État 140-501 à 600 et 1001 à 1045 de 1917, locomotives américaines Alco futures : 3-140 H entre 1 et 1045 après le regroupement de la série sur l'Ouest ;
140 État 140-1101 à 1510 de 1917 à 1919, 140 "Pershing" futures : 140 G entre 1 et 1510.
Compagnie de l'Est140 Est série 12s 40 001 à 40 035 ex-ALVF de 1916, futures : 1-140 C 1 à 35 ;
140 Est série 12s 4003 à 4175 de 1905 à 1914, futures : 1-140 A 3 à 175 ;
140 Est série 12s 40 101 à 40 310 de 1917 à 1919, 140 "Pershing" futures : 140 G entre 1 et 1510.
Chemins de fer d'Alsace-Lorraine140 AL série G14 5701 à 5822 de 1917 à 1919, 140 "Pershing" futures : 140 G entre 1 et 1510.
Compagnie du PLM140 K PLM 1 à 35 ex-ALVF de 1919 et 1920, futures : 5-140 K 1 à 35 puis 1-140 C 36 à 70 ;
140 PLM 4295 à 4305 et 140 B PLM 1 à 205 de 1910 à 1912, futures : 5-140 B 1 à 205 ;
140 PLM 4175 à 4194 de 1912, futures : 5-140 D 1 à 20 ;
140 PLM 3741 à 3955 et 140 E PLM 164 à 213 de 1910 à 1924, futures : 5-140 E 1 à 213 ;
140 PLM 971 à 999 de 1917, locomotives américaines Alco futures : 3-140 H entre 1 et 1045 après le regroupement de la série sur l'Ouest ;
140 A PLM 1 à 170 de 1923 à 1925, futures : 5-140 J 1 à 170 ;
140 F PLM 1 à 100 de 1925 à 1926, futures : 5-140 L 1 à 100 ;
140 PLM 401 à 969 puis 140 G PLM 1 à 699 de 1917 à 1919, 140 "Pershing" futures : 140 G entre 1 et 1510.
Compagnie du Paris-Orléans140 PO 5001 à 5152 de 1904 à 1909, futures 4-140 B entre 1 et 152 et 4-140 C entre 1 et 152, locomotives compound, proches des 140 Midi 4001 à 4018 ;
140 PO 5153 à 5167 de 1911, futures 4-140 C 153 à 167, version dotée de la surchauffe des 140 PO 5001 à 5152 ;
140 PO 7001 à 7076 de 1917, locomotives américaines Alco futures : 3-140 H entre 1 et 1045 après le regroupement de la série sur l'Ouest ;
140 PO 7101 à 7345 de 1917 à 1919, 140 "Pershing" futures : 140 G entre 1 et 1510.
Compagnie du Midi140 Midi 4001 à 4018 de 1901 à 1904, futures : 4-140 A 901 à 918 ;
140 Midi 4101 à 4140 de 1917, locomotives américaines Alco futures : 3-140 H entre 1 et 1045 après le regroupement de la série sur l'Ouest ;
140 Midi 4201 à 4353 de 1917 à 1919, 140 "Pershing" futures : 140 G entre 1 et 1510.
SNCF140 U 1 à 121 de 1942 à 1945, locomotives américaines temporairement immatriculées à la SNCF durant la période de l'immédiat après-guerre, mais non officiellement intégrées au parc machines.

### Belgique
État belge / SNCBType 73 (SNCB) de 1895 et 1917, ex G7.3 prussiennes ;
Type 33 (SNCB) de 1922, mises au point en, 1914 avant l'invasion ;
Type 37 (Etat belge) de 1921, futures Type 31 (SNCB) puis Type 30 (SNCB) pour les machines non transformées. Construites au Royaume-Uni ;
Type 31 (SNCB), réalisées par transformation de la série précédente entre 1936 et 1947 ;
Type 38 (SNCB) de 1920, construites aux États-Unis ;
Type 29 (SNCB) de 1945, construites aux États-Unis et au Canada.
Compagnie du Nord-Belge140 421 à 455, de 1927 à 1931, futures Type 48 (SNCB).